# Engerdal
Engerdal este o comună din provincia Innlandet, Norvegia.